# Richard Grafton
 (septembre 2023).
Si vous disposez d'ouvrages ou d'articles de référence ou si vous connaissez des sites web de qualité traitant du thème abordé ici, merci de compléter l'article en donnant les références utiles à sa vérifiabilité et en les liant à la section « Notes et références ».

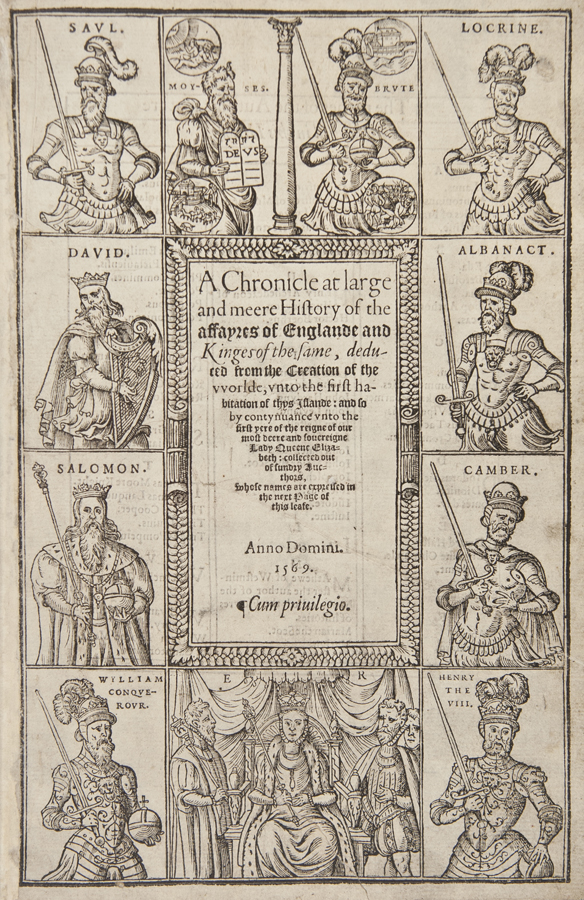
Page de titre de la Chronique de Grafton (1568-1569)

Richard Grafton, né vers 1506/7 ou 1511 et mort en 1573 est, un chroniqueur anglais, imprimeur du roi sous Henri VIII et Édouard VI. Il était membre de la Grocers' Company et député de Coventry, élu en 1562-63.

## Sous Henri VIII
Avec Edward Whitchurch, membre de la Haberdashers' Company, Grafton s'intéresse à l'impression de la Bible en anglais et ils deviennent imprimeurs et éditeurs, plus par hasard que par volonté. Ils ont publié la Bible de Matthieu en 1537, imprimée par Grafton à Hambourg. En 1538, ils font venir des presses et des imprimeurs de Paris pour imprimer la première édition de la Bible en Angleterre.
Whitchurch imprime pendant un certain temps en partenariat avec Grafton, qui installe sa presse dans la maison des Frères Gris. En 1541, ils obtiennent un privilège royal pour l'impression des nouveaux livres liturgiques de l'Église d'Angleterre, y compris le premier Livre de la prière commune et les Edwardine Ordinals (en). Plus tard, ils obtiennent le privilège d’imprimer des primers (en) en latin et en anglais[réf. nécessaire].
En 1541, Grafton est incarcéré à la prison de la Fleet pour avoir imprimé un « épître séditieux de Melanctons » et a également été accusé par le Conseil privé d'avoir imprimé des ballades défendant Thomas Cromwell, après l'exécution de celui-ci quelques mois plus tôt. En avril 1543, lui et sept autres imprimeurs, dont Whitchurch, sont envoyés en prison « pour avoir imprimé des livres jugés illégaux ». Dans le cas de Grafton, c'était pour avoir imprimé la Grande Bible. Il passe six semaines en prison et est tenu, pour 300 £, de ne plus vendre ni d'imprimer de bibles jusqu'à ce que le roi et le clergé se mettent d'accord sur une traduction.

## Sous Édouard VI et plus tard dans la vie
À l'avènement d'Édouard VI, Grafton est nommé imprimeur du roi, ce qui lui donna le droit exclusif d'imprimer tous les actes et statuts. Six ans plus tard, à la mort du roi, il imprime une proclamation d'avènement de Jeanne Grey, successeur désignée par Édouard VI, dans laquelle il signe lui-même « Imprimeur de la reine ». Lorsque Jeanne Grey est évincée par sa cousine Marie Tudor, celle-ci jette Grafton en prison, remplacé par John Cawood comme imprimeur de la Reine, marquant la fin de la carrière d'imprimeur de Grafton.
En prison, Grafton compile un Abrégé des Chroniques d'Angleterre, qu'il a publié en 1563. Il comprend la première version anglaise publiée du verset « Thirty Days Hath September … », bien que des versions manuscrites aient été trouvées à partir du XVe siècle. À cela, il ajoute en 1568-1569 A Chronicle at Large. Aucune de ces deux chroniques n'est considérée comme réellement fiable car elles manquent de sources.
Par la suite, une querelle l'oppose au chroniqueur John Stow, qui l'accuse à juste titre de copier son propre travail. Dans la Chronicle at Large, il est le premier écrivain connu à faire référence à Édouard de Woodstock, prince de Galles, duc de Cornouailles et prince d'Aquitaine, sous le nom de « Prince Noir ». Les origines de ce surnom restent incertaines, Grafton affirmant l'avoir trouvé chez d'autres écrivains antérieurs, et ne donne aucune autre explication.
Grafton meurt en 1573, probablement fin avril ou début mai, et est enterré le 14 mai à Christ Church Greyfriars à Londres, laissant quatre fils et une fille, Joan, qui épousa l'imprimeur Richard Tottel.
La marque de Grafton était un arbre portant des greffons sortant d'une tonne ou d'un tonneau du type dans lequel les livres étaient emballés pour le transport.